# Ledjanoj val Dorozhka
Koordinaten: 72° 4′ S, 67° 18′ O
Ledjanoj val Dorozhka (englische Transkription von russisch Ледяной вал Дорожка Ledjanoi wal Doroschka, deutsch ‚Eisschachtbahn‘) ist eine Felswand in den Prince Charles Mountains des ostantarktischen Mac-Robertson-Lands. Sie ragt östlich des Ozero Serp auf.
Russische Wissenschaftler benannten sie.